# (5190) 1990 UR2
(5190) 1990 UR2 (1990 UR2, 1969 AN, 1986 AN1, 1989 PS, 5190 Фрай (5190 Fry)) — астероїд головного поясу, відкритий 16 жовтня 1990 року.
Тіссеранів параметр щодо Юпітера — 3,130.